# Kanagawa (prefektura)
Kanagawa (japanski: kanji (神奈川県, romaji: Kanagawa-ken) je prefektura u današnjem Japanu. 
Nalazi se na južnoj obali središnjeg dijela otoka Honshūa, na obalama Tokijskog zaljeva. Nalazi se u chihō Kantōu.
Glavni je grad Yokohama.
U prefekturi se nalazi ukupno 19 gradova: Atsugi, Ayase, Chigasaki, Ebina, Fujisawa, Hadano, Hiratsuka, Isehara, Kamakura, Kawasaki, Minamiashigara, Miura, Odavara, Sagamihara, Yamato,
Yokohama, Yokosuka, Zama, Zushi.

Organizirana je u 6 okruga i 33 općine. ISO kod za ovu pokrajinu je JP-14.
1. rujna 2010. u ovoj je prefekturi živjelo 9,029.996 stanovnika.
Simboli ove prefekture su cvijet ljiljana (Lilium auratum), drvo ginkga (Ginkgo biloba) i ptica galeb (Larus canus).